# 1995 WM3
1995 WM3 är en asteroid i huvudbältet som upptäcktes den 21 november 1995 av Farra d'Isonzo-observatoriet i Farra d'Isonzo.